# Мирољуб Недовић Рики
Мирољуб Недовић Рики (Ниш, 23. март 1961) српски је позоришни глумац, редитељ и драмски писац.

## Биографија
Мирољуб Недовић је рођен у Нишу, 1961. године. Почео је да глуми 1979. године у Омладинском позоришту „Трећа половина“. Позориште је водио Десимир Станојевић, а кад је прешао у Београд, 1990. године, Мирољуб је са супругом Иваном преузео позориште. Данас је уметнички руководилац Scene Off Teatra „Трећа половина“ из Ниша. Такође је глумац нишког Народног позоришта од 1983. године. Одиграо је више од осамдесет улога. Као драмски писац написао је двадесетак комада, од којих је већина награђена на фестивалима и конкурсима. Као редитељ режирао је углавном комаде које је сам написао. Члан је „Удружења драмских уметника Србије“, „Удружења драмских писаца Србије“, „Савеза риболоваца“ и „Савеза извиђача“. Није члан ниједне странке. Учесник је рата 1999. године. У децембру 2013. године Недовић је обележио 30 година каријере представом „Маде ин Ниш“, премијерно изведеном у нишком Народном позоришту. Представа је комбинација риалитија, стендап комедије и кабареа, а Недовић је написао текст и режирао представу. Ожењен је глумицом Иваном Недовић, са којом има две кћери. Живи и ради у Нишу.

## Улоге
Мирољуб Недовић је играо у комадима: Молијера, Шекспира, Кољаде, Фејдоа, Нушића, Поповића, Селинића, Ковачевића, Сремца, Станковића... Глумио је у следећим позоришним представама:
- Љубавни зов Марка Мрче,
- Рибарење на асфалту,
- Хотел слободан промет,
- Ружење народа,
- Дама из Максима,
- Дундо Мароје, улога: Стефано (пијани подрумар), премијера 28. новембар 2007, Народно позориште Ниш,
- Бура, улога: Бокчило, премијера 11. март 2009, Народно позориште Ниш[12],
- Виолиниста на крову, улога: наредник, премијера 11. март 2010, Народно позориште Ниш,
- Ожалошћена породица, улога: Трифун, премијера 9. април 2011, Народно позориште Ниш[13],
- Мачоизам, премијера 24. децембар 2011, Народно позориште Ниш[14][15],
- Гангстербајтери, улога: Црни (Нишлија),
- Европејци[10],
- Сексуално васпитање за неупућене,
- Маде ин Ниш[16],
- Константин: Знамење анђела, улога: Константинов писар, премијера 27. фебруар 2013, Народно позориште Ниш[17],
- Азиланти[18],
- Нишка кабаришка[19],
- Велики маневри у тијесним улицама, улога: Вице Пребанда, премијера 2. априла 2013, Народно позориште Ниш.[20]

## Текстови
Као драмски писац Недовић је написао тридесетак комада од којих су готово сви играни. Његове драме извођене су у позориштима у Нишу, Београду, Врању, Лесковцу, Параћину, Зајечару, Вршцу, Бањој Луци, Приједору и Торонту.

### Драме
- Семе
- Тамни вилајет
- Приче из белог света
- Вилин коњиц
- Колубарска битка, по мотивима из романа Време смрти, писца Добрице Ћосића[21]

### Монодраме
- Ајд' кажи, ал' по души
- Пробуди се...

### Комедије
- Соко зове Орла
- Блуз осмех
- Ђавоља посла[3]
- Било једном у позоришту
- Нишка кабаришка
- Јуриш у будућност
- Крађа, свађа... итд.
- Млаћеници и плаћеници[в]
- Европејци
- Мачоизам[14]
- Гангстербајтери (1, 2, 3 и 4)
- Сексуално васпитање за неупућене
- Рок агеин
- Шмизле
- Азиланти
- Маде ин Ниш[16]

### Комади за децу
- Краљевић Марко и Муса Кесеџија (историјско еколошка комедија за децу), музику за представу је компоновао Ненад Милосављевић, фронтмен групе Галија.[10]
- Сама у кући (водвиљ за децу)
- Велики принц (сетна бајка)[3][16]
- Прича из прашуме
- Константинов мач (кад је велики Константин био мали)

## Драматизације
- Како убити супругу[22]
- Деца са станице Зоо
- Женски кабаре
- Војвода Мишић
- Хајдуци
- Дечји кабаре
- На Дрини ћуприја

## Режија
Режирао је четрдесетак представа, углавном за текстове које је сам написао. Највећи успех код публике имале су његове режије кабареа: Нишка кабаришка, Виц кабаре, Дечји рок енд рол кабаре и Женски шовинистички кабаре.
Режирао је у нишком Народном позоришту, позоришту „Зоран Радмиловић“ у Зајечару и позоришту младих „Трећа половина“.

## Издања

### Књиге
- Семе (драмски текстови), Просвета, Ниш, 1998. године.[23]
- Неколико лаких комада (комедије)
- Ниш, Нишлије, нишки (старонишки речник)[9]

### Антологије
- Писци националног театра (Музеј позоришне уметности)
- Савремена српска драма (Удружење драмских писаца Србије)
- Нишки драмски писци (Просвета, Ниш)
- Савремени нишки писци (Градина, Ниш)

Његова драма Тамни вилајет налази се у првом тому штампане едиције „Савремена српска драма“ из 1998. године, којег издаје „Удружења драмских писаца Србије“.

### Превод
- Српска савремена драма (Катовице, Пољска)

## Награде
- Награда „11. јануар”, највеће признање града Ниша, уручено 11. јануара 2020. године у Светосавском дому.[25]

### Награде за глуму
- Награда за младог глумца на фестивалу „Дани комедије“ у Јагодини, 1985. године, у представи Хотел слободан промет - Ж. Фејдо.
- Награда УДУ за младог глумца на фестивалу „Јоаким Вујић“ у Нишу, 1989. године, у представи Ружење народа - С. Селинић.
- Награда за младог глумца на фестивалу „Дани комедије“ у Јагодини, 1990. године, у представи Дама из Максима - Ж. Фејдо.[7]

### Награде за драме
- Награда за најбољи драмски текст на конкурсу „Бен Акиба“, Удружења драмских писаца Србије, за текст Семе.
- Награда за најбољи драмски текст на фестивалу „Јоаким Вујић“ за текст Семе у извођењу позоришта Зоран Радмиловић из Зајечара.
- Награда за најбољи текст на фестивалу еколошких представа у Бачкој Паланци за текст Краљевић Марко и Муса Кесеџија у извођењу Scene Off Teatra „Трећа половина“ из Ниша.
- Награда за најбољи текст на фестивалу у Книну за текст Семе у извођењу бањалучког Народног позоришта.
- Награда за најбољи текст на фестивалу дечјих позоришта „Фестић“ у Београду за текст Краљевић Марко и Муса Кесеџија у извођењу позоришта Зоран Радмиловић из Зајечара.
- Награда за најбољи текст на конкурсу „Пројекат Растко“ на Интернету.[7]

### Награде зе режију
- Награда за режију на фестивалу дечјих позоришта „Фестић“ у Београду, за представу Сама у кући у извођењу Scene Off Teatra „Трећа половина“ из Ниша.[7]

## Критике
У зборнику „Савремена српска драма“ о драми Тамни вилајет, позоришни и књижевни критичар Радомир Путник пише:
Недовић пише економично, његови дијалози су кратки и спонтани, одражавају нервозу ликова драме. До суштине сваке приче долази се најкраћим путем у коме реплике делују синхроно с акцијом.